# Championnat NCAA de tennis masculin
Le Championnat NCAA de tennis masculin est un ensemble de compétitions de tennis organisées par la National Collegiate Athletic Association, association sportive universitaire américaine. Les compétitions sont en simple, en double et par équipes.
Le premier championnat a eu lieu en 1883, 23 ans avant la fondation de la NCAA. Depuis 1963, une deuxième division a été ajoutée. L'équipe tenant du titre par équipes en 2012 est l'équipe de Californie.

## Palmarès

### Par Université
| Division I | Division I               | Division I               | Division II   | Division II        | Division II    | Division III  | Division III           | Division III    |
| Année      | Université               | Entraîneur               | Année         | Université         | Entraîneur     | Année         | Université             | Entraîneur      |
| ---------- | ------------------------ | ------------------------ | ------------- | ------------------ | -------------- | ------------- | ---------------------- | --------------- |
| 1946       | Southern California      | William Moyle            | not contested | not contested      | not contested  | not contested | not contested          | not contested   |
| 1947       | William & Mary           | Sharvey G. Umbeck        | not contested | not contested      | not contested  | not contested | not contested          | not contested   |
| 1948       | William & Mary (2)       | Sharvey G. Umbeck        | not contested | not contested      | not contested  | not contested | not contested          | not contested   |
| 1949       | San Francisco            | Norman Brooks            | not contested | not contested      | not contested  | not contested | not contested          | not contested   |
| 1950       | UCLA                     | J.D. Morgan              | not contested | not contested      | not contested  | not contested | not contested          | not contested   |
| 1951       | Southern California (2)  | Louis Wheeler            | not contested | not contested      | not contested  | not contested | not contested          | not contested   |
| 1952       | UCLA (2)                 | J. D. Morgan             | not contested | not contested      | not contested  | not contested | not contested          | not contested   |
| 1953       | UCLA (3)                 | J. D. Morgan             | not contested | not contested      | not contested  | not contested | not contested          | not contested   |
| 1954       | UCLA (4)                 | J. D. Morgan             | not contested | not contested      | not contested  | not contested | not contested          | not contested   |
| 1955       | Southern California (3)  | George Toley             | not contested | not contested      | not contested  | not contested | not contested          | not contested   |
| 1956       | UCLA (5)                 | J. D. Morgan             | not contested | not contested      | not contested  | not contested | not contested          | not contested   |
| 1957       | Michigan                 | William Murphy           | not contested | not contested      | not contested  | not contested | not contested          | not contested   |
| 1958       | Southern California (4)  | George Toley             | not contested | not contested      | not contested  | not contested | not contested          | not contested   |
| 1959       | Notre Dame Tulane        | Thomas Fallon Emmet Pare | not contested | not contested      | not contested  | not contested | not contested          | not contested   |
| 1960       | UCLA (6)                 | J. D. Morgan             | not contested | not contested      | not contested  | not contested | not contested          | not contested   |
| 1961       | UCLA (7)                 | J. D. Morgan             | not contested | not contested      | not contested  | not contested | not contested          | not contested   |
| 1962       | Southern California (5)  | George Toley             | not contested | not contested      | not contested  | not contested | not contested          | not contested   |
| 1963       | Southern California (6)  | George Toley             | 1963          | Cal St. L.A.       | Scotty Deeds   | not contested | not contested          | not contested   |
| 1964       | Southern California (7)  | George Toley             | 1964          | Cal St. L.A.       | John Eckendorf | not contested | not contested          | not contested   |
| 1964       | Southern California (7)  | George Toley             | 1964          | Southern Ill.      | Jim Fuchs      | not contested | not contested          | not contested   |
| 1965       | UCLA (8)                 | J. D. Morgan             | 1965          | Cal St. L.A.       | Scotty Deeds   | not contested | not contested          | not contested   |
| 1966       | Southern California (8)  | George Toley             | 1966          | Rollins            | Norm Copeland  | not contested | not contested          | not contested   |
| 1967       | Southern California (9)  | George Toley             | 1967          | Long Beach St.     | Dan Campbell   | not contested | not contested          | not contested   |
| 1968       | Southern California (10) | George Toley             | 1968          | Fresno St.         | Richard Murray | not contested | not contested          | not contested   |
| 1969       | Southern California (11) | George Toley             | 1969          | Cal St. Northridge | Dave Sterle    | not contested | not contested          | not contested   |
| 1970       | UCLA (9)                 | Glenn Bassett            | 1970          | UC Irvine          | Myron McNamara | not contested | not contested          | not contested   |
| 1971       | UCLA (10)                | Glenn Bassett            | 1971          | UC Irvine          | Myron McNamara | not contested | not contested          | not contested   |
| 1972       | Trinity                  | Clarence Mabry           | 1972          | UC Irvine          | Myron McNamara | not contested | not contested          | not contested   |
| 1972       | Trinity                  | Clarence Mabry           | 1972          | Rollins            | Norm Copeland  | not contested | not contested          | not contested   |
| 1973       | Stanford                 | Dick Gould               | 1973          | UC Irvine          | Myron McNamara | not contested | not contested          | not contested   |
| 1974       | Stanford (2)             | Dick Gould               | 1974          | San Diego          | Hans Wichary   | not contested | not contested          | not contested   |
| 1975       | UCLA (11)                | Glenn Bassett            | 1975          | UC Irvine          | Myron McNamara | not contested | not contested          | not contested   |
| 1975       | UCLA (11)                | Glenn Bassett            | 1975          | San Diego          | Hans Wichary   | not contested | not contested          | not contested   |
| 1976       | Southern California (12) | George Toley             | 1976          | Hampton            | Robert Screen  | 1976          | Kalamazoo              | George Acker    |
| 1976       | UCLA (12)                | Glenn Bassett            | 1976          | Hampton            | Robert Screen  | 1976          | Kalamazoo              | George Acker    |
| 1977       | Stanford (3)             | Dick Gould               | 1977          | UC Irvine          | Myron McNamara | 1977          | Swarthmore             | Wm. C.B. Cullen |
| 1978       | Stanford (4)             | Dick Gould               | 1978          | SIU Edwardsville   | Kent DeMars    | 1978          | Kalamazoo              | George Acker    |
| 1979       | UCLA (13)                | Glenn Bassett            | 1979          | SIU Edwardsville   | Kent DeMars    | 1979          | Redlands               | Jim Verdieck    |
| 1980       | Stanford (5)             | Dick Gould               | 1980          | SIU Edwardsville   | Kent DeMars    | 1980          | Gustavus Adolphus      | Steve Wilkinson |
| 1981       | Stanford (6)             | Dick Gould               | 1981          | SIU Edwardsville   | Kent DeMars    | 1981          | Claremont-Mudd-Scripps | Hank Krieger    |
| 1981       | Stanford (6)             | Dick Gould               | 1981          | SIU Edwardsville   | Kent DeMars    | 1981          | Swarthmore             | Michael Mullan  |
| 1982       | UCLA (14)                | Glenn Bassett            | 1982          | SIU Edwardsville   | Kent DeMars    | 1982          | Gustavus Adolphus      | Steve Wilkinson |
| 1983       | Stanford (7)             | Dick Gould               | 1983          | SIU Edwardsville   | Kent DeMars    | 1983          | Redlands               | Jim Verdieck    |
| 1984       | UCLA (15)                | Glenn Bassett            | 1984          | SIU Edwardsville   | Kent DeMars    | 1984          | Redlands               | Jim Verdieck    |
| 1985       | Georgia                  | Dan Magill               | 1985          | Chapman            | Mike Edles     | 1985          | Swarthmore             | Michael Mullan  |
| 1986       | Stanford (8)             | Dick Gould               | 1986          | Cal Poly           | Hugh Bream     | 1986          | Kalamazoo              | George Acker    |
| 1987       | Georgia (2)              | Dan Magill               | 1987          | Chapman            | Mike Edles     | 1987          | Kalamazoo              | George Acker    |
| 1988       | Stanford (9)             | Dick Gould               | 1988          | Chapman            | Mike Edles     | 1988          | Wash. & Lee            | Gary Franke     |
| 1989       | Stanford (10)            | Dick Gould               | 1989          | Hampton            | Robert Screen  | 1989          | UC Santa Cruz          | Bob Hansen      |
| 1990       | Stanford (11)            | Dick Gould               | 1990          | Cal Poly           | Kevin Platt    | 1990          | Swarthmore             | Michael Mullan  |
| 1991       | Southern California (13) | Dick Leach               | 1991          | Rollins            | Norm Copeland  | 1991          | Kalamazoo              | George Acker    |
| 1992       | Stanford (12)            | Dick Gould               | 1992          | UC Davis           | John Nelson    | 1992          | Kalamazoo              | George Acker    |
| 1993       | Southern California (14) | Dick Leach               | 1993          | Lander             | Joe Cabri      | 1993          | Kalamazoo              | George Acker    |
| 1994       | Southern California (15) | Dick Leach               | 1994          | Lander             | Joe Cabri      | 1994          | Washington (Md.)       | Tim Gray        |
| 1995       | Stanford (13)            | Dick Gould               | 1995          | Lander             | Joe Cabri      | 1995          | UC Santa Cruz          | Bob Hansen      |
| 1996       | Stanford (14)            | Dick Gould               | 1996          | Lander             | Joe Cabri      | 1996          | UC Santa Cruz          | Bob Hansen      |
| 1997       | Stanford (15)            | Dick Gould               | 1997          | Lander             | Joe Cabri      | 1997          | Washington (Md.)       | Matt Rose       |
| 1998       | Stanford (16)            | Dick Gould               | 1998          | Lander             | Joe Cabri      | 1998          | UC Santa Cruz          | Bob Hansen      |
| 1999       | Georgia (3)              | Manuel Diaz              | 1999          | Lander             | Joe Cabri      | 1999          | Williams               | Dave Johnson    |
| 2000       | Stanford (17)            | Dick Gould               | 2000          | Lander             | Joe Cabri      | 2000          | Trinity (Tex.)         | Butch Newman    |
| 2001       | Georgia (4)              | Manuel Diaz              | 2001          | Rollins            | Jim Poling     | 2001          | Williams               | Dave Johnson    |
| 2002       | Southern California (16) | Dick Leach               | 2002          | BYU-Hawaii         | David Porter   | 2002          | Williams               | Dave Johnson    |
| 2003       | Illinois                 | Craig Tiley              | 2003          | BYU-Hawaii         | David Porter   | 2003          | Emory                  | John Browning   |
| 2004       | Baylor                   | Matt Knoll               | 2004          | West Florida       | Derrick Racine | 2004          | Middlebury             | David Schwarz   |
| 2005       | UCLA (16)                | Billy Martin             | 2005          | West Florida       | Derrick Racine | 2005          | UC Santa Cruz          |                 |
| 2006       | Pepperdine               | Adam Steinberg           | 2006          | Valdosta State     | John Hansen    | 2006          | Emory                  |                 |
| 2007       | Georgia (5)              | Manuel Diaz              | 2007          | Lynn               |                | 2007          | UC Santa Cruz          |                 |
| 2008       | Georgia (6)              | Manuel Diaz              | 2008          | Armstrong Atlantic | Simon Earnshaw | 2008          | Washington-St. Louis   |                 |
| 2009       | Southern California (17) | Peter Smith              | 2009          | Armstrong Atlantic | Simon Earnshaw | 2009          | UC Santa Cruz          |                 |
| 2010       | Southern California (18) | Peter Smith              | 2010          | Barry University   |                | 2010          | Middlebury             | David Schwarz   |
| 2011       | Southern California (19) | Peter Smith              | 2011          | Valdosta State     | John Hansen    | 2011          | Amherst                | Chris Garner    |
| 2012       | Southern California (20) | Peter Smith              | 2012          | Armstrong Atlantic | Simon Earnshaw | 2012          | Emory                  | John Browning   |
| 2013       | Virginia                 | Brian Boland             | 2013          | Barry University   |                | 2013          | Williams               |                 |